# Eleições legislativas portuguesas de 2011 na Madeira
| Eleições legislativas portuguesas de 2011 Distritos: Aveiro \| Beja \| Braga \| Bragança \| Castelo Branco \| Coimbra \| Évora \| Faro \| Guarda \| Leiria \| Lisboa \| Portalegre \| Porto \| Santarém \| Setúbal \| Viana do Castelo \| Vila Real \| Viseu \| Açores \| Madeira \| Estrangeiro |

## Resultados por Concelho
Os resultados nos concelhos da Região Autónoma da Madeira foram os seguintes:

### Calheta
| Partido                 | Partido                       | Votos  | %               | +/-  |
| ----------------------- | ----------------------------- | ------ | --------------- | ---- |
|                         | Partido Social Democrata      | 4 224  | 64,97 / 100,00  | 1,88 |
|                         | CDS – Partido Popular         | 1 081  | 16,63 / 100,00  | 1,00 |
|                         | Partido Socialista            | 363    | 5,58 / 100,00   | 3,04 |
|                         | Partido da Nova Democracia    | 140    | 2,15 / 100,00   | 0,82 |
|                         | Bloco de Esquerda             | 103    | 1,58 / 100,00   | 1,43 |
|                         | Partido Trabalhista Português | 94     | 1,45 / 100,00   | -    |
|                         | Outros                        | 282    | 4,33 / 100,00   |      |
| Votos Inválidos         | Votos Inválidos               | 214    | 3,29 / 100,00   | 0,71 |
| Total                   | Total                         | 6 501  | 100,00 / 100,00 |      |
| Eleitorado/Participação | Eleitorado/Participação       | 12 569 | 51,72 / 100,00  | 1,79 |

| Freguesia           | %     | %     | %    | %    | %    | %    | Votantes |
| Freguesia           | PSD   | CDS   | PS   | PND  | BE   | PTP  | Votantes |
| ------------------- | ----- | ----- | ---- | ---- | ---- | ---- | -------- |
| Arco da Calheta     | 64,17 | 18,62 | 5,37 | 2,28 | 0,98 | 1,74 | 1 842    |
| Calheta             | 65,68 | 14,02 | 6,17 | 2,06 | 2,17 | 1,61 | 1 798    |
| Estreito da Calheta | 68,99 | 13,02 | 5,44 | 2,37 | 1,89 | 1,30 | 845      |
| Fajã da Ovelha      | 57,86 | 24,77 | 4,44 | 2,40 | 0,92 | 1,48 | 541      |
| Jardim do Mar       | 49,01 | 9,27  | 9,93 | 5,96 | 5,30 | 2,65 | 151      |
| Paul do Mar         | 71,60 | 15,43 | 4,63 | 0,62 | 1,85 | 0,31 | 324      |
| Ponta do Pargo      | 65,06 | 17,47 | 5,49 | 1,66 | 1,16 | 1,16 | 601      |
| Prazeres            | 67,17 | 18,30 | 5,01 | 1,75 | 1,00 | 0,50 | 399      |
| Calheta             | 64,97 | 16,63 | 5,58 | 2,15 | 1,58 | 1,45 | 6 501    |

### Câmara de Lobos
| Partido                 | Partido                               | Votos  | %               | +/-  |
| ----------------------- | ------------------------------------- | ------ | --------------- | ---- |
|                         | Partido Social Democrata              | 9 165  | 55,19 / 100,00  | 1,64 |
|                         | CDS – Partido Popular                 | 1 960  | 11,80 / 100,00  | 1,03 |
|                         | Partido Socialista                    | 1 731  | 10,42 / 100,00  | 2,82 |
|                         | Partido da Terra                      | 656    | 3,95 / 100,00   | 0,99 |
|                         | Coligação Democrática Unitária        | 605    | 3,64 / 100,00   | 0,61 |
|                         | Bloco de Esquerda                     | 531    | 3,20 / 100,00   | 1,65 |
|                         | Partido da Nova Democracia            | 362    | 2,18 / 100,00   | 0,60 |
|                         | Partido Trabalhista Português         | 331    | 1,99 / 100,00   | -    |
|                         | PCTP/MRPP                             | 259    | 1,56 / 100,00   | 0,46 |
|                         | Partido pelos Animais e pela Natureza | 219    | 1,32 / 100,00   | Novo |
|                         | Outros                                | 198    | 1,19 / 100,00   |      |
| Votos Inválidos         | Votos Inválidos                       | 588    | 3,54 / 100,00   | 0,79 |
| Total                   | Total                                 | 16 605 | 100,00 / 100,00 |      |
| Eleitorado/Participação | Eleitorado/Participação               | 32 041 | 51,82 / 100,00  | 1,03 |

| Freguesia                   | %     | %     | %     | %    | %    | %    | %    | %    | %    | %    | Votantes |
| Freguesia                   | PSD   | CDS   | PS    | MPT  | CDU  | BE   | PND  | PTP  | PCTP | PAN  | Votantes |
| --------------------------- | ----- | ----- | ----- | ---- | ---- | ---- | ---- | ---- | ---- | ---- | -------- |
| Câmara de Lobos             | 54,58 | 13,76 | 10,75 | 3,06 | 3,54 | 3,18 | 2,46 | 1,94 | 1,40 | 1,37 | 7 515    |
| Curral das Freiras          | 58,13 | 7,38  | 5,48  | 2,29 | 8,67 | 3,29 | 2,59 | 1,60 | 2,09 | 2,09 | 1 003    |
| Estreito de Câmara de Lobos | 58,16 | 11,24 | 8,94  | 5,07 | 2,61 | 3,35 | 1,83 | 1,62 | 1,49 | 1,16 | 5 248    |
| Jardim da Serra             | 44,91 | 9,23  | 16,45 | 4,85 | 5,56 | 3,08 | 1,89 | 2,96 | 2,37 | 1,30 | 1 690    |
| Quinta Grande               | 58,22 | 9,23  | 10,53 | 4,79 | 1,83 | 2,70 | 2,00 | 2,96 | 1,31 | 1,04 | 1 149    |
| Câmara de Lobos             | 55,19 | 11,80 | 10,42 | 3,95 | 3,64 | 3,20 | 2,18 | 1,99 | 1,56 | 1,32 | 16 605   |

### Funchal
| Partido                 | Partido                               | Votos   | %               | +/-  |
| ----------------------- | ------------------------------------- | ------- | --------------- | ---- |
|                         | Partido Social Democrata              | 26 177  | 44,14 / 100,00  | 0,46 |
|                         | CDS – Partido Popular                 | 9 146   | 15,42 / 100,00  | 4,46 |
|                         | Partido Socialista                    | 9 134   | 15,40 / 100,00  | 5,09 |
|                         | Coligação Democrática Unitária        | 3 132   | 5,28 / 100,00   | 0,55 |
|                         | Bloco de Esquerda                     | 2 841   | 4,79 / 100,00   | 2,54 |
|                         | Partido da Nova Democracia            | 2 039   | 3,44 / 100,00   | 0,97 |
|                         | Partido Trabalhista Português         | 1 211   | 2,04 / 100,00   | -    |
|                         | Partido pelos Animais e pela Natureza | 1 210   | 2,04 / 100,00   | Novo |
|                         | PCTP/MRPP                             | 958     | 1,62 / 100,00   | 0,28 |
|                         | Partido da Terra                      | 923     | 1,56 / 100,00   | 0,21 |
|                         | Outros                                | 647     | 1,09 / 100,00   |      |
| Votos Inválidos         | Votos Inválidos                       | 1 888   | 3,19 / 100,00   | 0,54 |
| Total                   | Total                                 | 59 306  | 100,00 / 100,00 |      |
| Eleitorado/Participação | Eleitorado/Participação               | 106 431 | 55,72 / 100,00  | 0,58 |

| Freguesia                  | %     | %     | %     | %    | %    | %    | %    | %    | %    | %    | Votantes |
| Freguesia                  | PSD   | CDS   | PS    | CDU  | BE   | PND  | PTP  | PAN  | PCTP | MPT  | Votantes |
| -------------------------- | ----- | ----- | ----- | ---- | ---- | ---- | ---- | ---- | ---- | ---- | -------- |
| Imaculado Coração de Maria | 44,89 | 16,87 | 15,37 | 4,54 | 4,37 | 3,97 | 1,81 | 2,01 | 1,47 | 1,38 | 3 480    |
| Monte                      | 44,74 | 13,20 | 13,90 | 5,80 | 4,67 | 4,05 | 2,02 | 2,51 | 1,94 | 2,27 | 3 704    |
| Santa Luzia                | 45,57 | 17,09 | 16,75 | 3,81 | 4,60 | 3,41 | 1,49 | 1,71 | 1,04 | 1,13 | 3 283    |
| Santa Maria Maior          | 43,55 | 15,61 | 16,31 | 4,17 | 5,20 | 3,51 | 2,32 | 2,03 | 1,14 | 1,64 | 7 731    |
| Santo António              | 42,65 | 13,95 | 15,25 | 7,49 | 4,63 | 3,01 | 2,13 | 2,22 | 2,06 | 1,57 | 13 774   |
| São Gonçalo                | 42,33 | 14,06 | 17,03 | 5,32 | 5,41 | 3,18 | 2,64 | 2,13 | 1,77 | 1,80 | 3 329    |
| São Martinho               | 45,06 | 16,85 | 14,35 | 4,12 | 5,09 | 3,84 | 2,01 | 1,84 | 1,44 | 1,47 | 13 336   |
| São Pedro                  | 44,07 | 16,24 | 17,07 | 5,20 | 4,74 | 3,14 | 1,72 | 1,95 | 1,19 | 0,89 | 3 946    |
| São Roque                  | 45,01 | 13,44 | 15,72 | 5,70 | 4,31 | 3,07 | 2,09 | 2,15 | 2,15 | 2,20 | 5 312    |
| Sé                         | 47,70 | 21,97 | 13,04 | 3,26 | 3,54 | 3,47 | 1,20 | 1,49 | 1,20 | 0,21 | 1 411    |
| Funchal                    | 44,14 | 15,42 | 15,40 | 5,28 | 4,79 | 3,44 | 2,04 | 2,04 | 1,62 | 1,56 | 59 306   |

### Machico
| Partido                 | Partido                               | Votos  | %               | +/-  |
| ----------------------- | ------------------------------------- | ------ | --------------- | ---- |
|                         | Partido Social Democrata              | 5 077  | 47,14 / 100,00  | 4,32 |
|                         | Partido Socialista                    | 2 898  | 26,91 / 100,00  | 5,78 |
|                         | CDS – Partido Popular                 | 824    | 7,65 / 100,00   | 0,14 |
|                         | Bloco de Esquerda                     | 415    | 3,85 / 100,00   | 2,04 |
|                         | Partido da Nova Democracia            | 236    | 2,19 / 100,00   | 0,26 |
|                         | Coligação Democrática Unitária        | 213    | 1,98 / 100,00   | 0,37 |
|                         | Partido Trabalhista Português         | 211    | 1,96 / 100,00   | -    |
|                         | Partido da Terra                      | 182    | 1,69 / 100,00   | 0,09 |
|                         | PCTP/MRPP                             | 127    | 1,18 / 100,00   | 0,34 |
|                         | Partido pelos Animais e pela Natureza | 113    | 1,05 / 100,00   | Novo |
|                         | Outros                                | 124    | 1,16 / 100,00   |      |
| Votos Inválidos         | Votos Inválidos                       | 349    | 3,24 / 100,00   | 0,62 |
| Total                   | Total                                 | 10 769 | 100,00 / 100,00 |      |
| Eleitorado/Participação | Eleitorado/Participação               | 21 000 | 51,28 / 100,00  | 0,95 |

| Freguesia              | %     | %     | %     | %    | %    | %    | %    | %    | %    | %    | Votantes |
| Freguesia              | PSD   | PS    | CDS   | BE   | PND  | CDU  | PTP  | MPT  | PCTP | PAN  | Votantes |
| ---------------------- | ----- | ----- | ----- | ---- | ---- | ---- | ---- | ---- | ---- | ---- | -------- |
| Água de Pena           | 43,54 | 26,75 | 8,67  | 3,78 | 2,40 | 2,58 | 1,85 | 1,85 | 1,94 | 1,57 | 1 084    |
| Caniçal                | 55,95 | 24,99 | 5,87  | 1,94 | 1,58 | 1,52 | 1,58 | 1,11 | 0,82 | 0,94 | 1 705    |
| Machico                | 41,75 | 31,80 | 7,63  | 4,38 | 2,52 | 2,08 | 2,08 | 1,51 | 1,06 | 0,98 | 5 638    |
| Porto da Cruz          | 55,02 | 17,40 | 7,17  | 4,55 | 2,25 | 1,81 | 1,87 | 2,93 | 1,06 | 0,87 | 1 603    |
| Santo António da Serra | 56,16 | 14,88 | 11,50 | 2,84 | 0,68 | 1,76 | 2,30 | 1,49 | 2,03 | 1,49 | 739      |
| Machico                | 47,14 | 26,91 | 7,65  | 3,85 | 2,19 | 1,98 | 1,96 | 1,69 | 1,18 | 1,05 | 10 769   |

### Ponta do Sol
| Partido                 | Partido                               | Votos | %               | +/-  |
| ----------------------- | ------------------------------------- | ----- | --------------- | ---- |
|                         | Partido Social Democrata              | 2 837 | 60,44 / 100,00  | 0,55 |
|                         | CDS – Partido Popular                 | 577   | 12,29 / 100,00  | 0,85 |
|                         | Partido Socialista                    | 549   | 11,70 / 100,00  | 3,60 |
|                         | Bloco de Esquerda                     | 142   | 3,03 / 100,00   | 1,00 |
|                         | Partido da Nova Democracia            | 129   | 2,75 / 100,00   | 0,18 |
|                         | Partido Trabalhista Português         | 83    | 1,77 / 100,00   | -    |
|                         | Coligação Democrática Unitária        | 62    | 1,32 / 100,00   | 0,11 |
|                         | Partido pelos Animais e pela Natureza | 59    | 1,26 / 100,00   | Novo |
|                         | Outros                                | 129   | 2,75 / 100,00   |      |
| Votos Inválidos         | Votos Inválidos                       | 127   | 2,71 / 100,00   | 0,52 |
| Total                   | Total                                 | 4 694 | 100,00 / 100,00 |      |
| Eleitorado/Participação | Eleitorado/Participação               | 9 532 | 49,24 / 100,00  | 3,03 |

| Freguesia       | %     | %     | %     | %    | %    | %    | %    | %    | Votantes |
| Freguesia       | PSD   | CDS   | PS    | BE   | PND  | PTP  | CDU  | PAN  | Votantes |
| --------------- | ----- | ----- | ----- | ---- | ---- | ---- | ---- | ---- | -------- |
| Canhas          | 66,35 | 12,53 | 9,62  | 1,51 | 1,72 | 1,25 | 0,94 | 1,46 | 1 923    |
| Madalena do Mar | 49,32 | 19,05 | 14,29 | 0,68 | 2,38 | 5,10 | 2,38 | 0,68 | 294      |
| Ponta do Sol    | 57,17 | 11,87 | 12,43 | 4,48 | 3,59 | 1,78 | 1,49 | 1,17 | 2 477    |
| Ponta do Sol    | 60,44 | 12,29 | 11,70 | 3,03 | 2,75 | 1,77 | 1,32 | 1,26 | 4 694    |

### Porto Moniz
| Partido                 | Partido                        | Votos | %               | +/-   |
| ----------------------- | ------------------------------ | ----- | --------------- | ----- |
|                         | Partido Social Democrata       | 1 150 | 59,96 / 100,00  | 6,71  |
|                         | Partido Socialista             | 431   | 22,47 / 100,00  | 10,29 |
|                         | CDS – Partido Popular          | 124   | 6,47 / 100,00   | 0,56  |
|                         | Partido da Nova Democracia     | 27    | 1,41 / 100,00   | 0,12  |
|                         | Partido Trabalhista Português  | 27    | 1,41 / 100,00   | -     |
|                         | Coligação Democrática Unitária | 20    | 1,04 / 100,00   | 0,04  |
|                         | Outros                         | 77    | 4,00 / 100,00   |       |
| Votos Inválidos         | Votos Inválidos                | 62    | 3,23 / 100,00   | 1,01  |
| Total                   | Total                          | 1 918 | 100,00 / 100,00 |       |
| Eleitorado/Participação | Eleitorado/Participação        | 3 521 | 54,47 / 100,00  | 4,54  |

| Freguesia         | %     | %     | %    | %    | %    | %    | Votantes |
| Freguesia         | PSD   | PS    | CDS  | PTP  | PND  | CDU  | Votantes |
| ----------------- | ----- | ----- | ---- | ---- | ---- | ---- | -------- |
| Achadas da Cruz   | 62,22 | 31,85 | 1,48 | 0,74 | 0    | 0    | 135      |
| Porto Moniz       | 59,30 | 20,35 | 8,03 | 1,57 | 1,57 | 1,57 | 1 145    |
| Ribeira da Janela | 64,12 | 23,53 | 4,71 | 0,59 | 1,18 | 0    | 170      |
| Seixal            | 59,40 | 24,57 | 4,70 | 1,50 | 1,50 | 0,43 | 468      |
| Porto Moniz       | 59,96 | 22,47 | 6,47 | 1,41 | 1,41 | 1,04 | 1 918    |

### Porto Santo
| Partido                 | Partido                               | Votos | %               | +/-  |
| ----------------------- | ------------------------------------- | ----- | --------------- | ---- |
|                         | Partido Social Democrata              | 1 598 | 55,60 / 100,00  | 1,30 |
|                         | Partido Socialista                    | 535   | 18,62 / 100,00  | 5,39 |
|                         | CDS – Partido Popular                 | 308   | 10,72 / 100,00  | 2,79 |
|                         | Bloco de Esquerda                     | 69    | 2,40 / 100,00   | 2,04 |
|                         | Coligação Democrática Unitária        | 48    | 1,67 / 100,00   | 0,15 |
|                         | Partido da Nova Democracia            | 43    | 1,50 / 100,00   | 0,08 |
|                         | Partido Trabalhista Português         | 41    | 1,43 / 100,00   | -    |
|                         | PCTP/MRPP                             | 37    | 1,29 / 100,00   | 0,35 |
|                         | Partido pelos Animais e pela Natureza | 35    | 1,22 / 100,00   | Novo |
|                         | Partido da Terra                      | 30    | 1,04 / 100,00   | 0,10 |
|                         | Outros                                | 21    | 0,73 / 100,00   |      |
| Votos Inválidos         | Votos Inválidos                       | 109   | 3,79 / 100,00   | 0,09 |
| Total                   | Total                                 | 2 874 | 100,00 / 100,00 |      |
| Eleitorado/Participação | Eleitorado/Participação               | 5 570 | 51,60 / 100,00  | 3,65 |

| Freguesia   | %     | %     | %     | %    | %    | %    | %    | %    | %    | %    | Votantes |
| Freguesia   | PSD   | PS    | CDS   | BE   | CDU  | PND  | PTP  | PCTP | PAN  | MPT  | Votantes |
| ----------- | ----- | ----- | ----- | ---- | ---- | ---- | ---- | ---- | ---- | ---- | -------- |
| Porto Santo | 55,60 | 18,62 | 10,72 | 2,40 | 1,67 | 1,50 | 1,43 | 1,29 | 1,22 | 1,04 | 2 874    |
| Porto Santo | 55,60 | 18,62 | 10,72 | 2,40 | 1,67 | 1,50 | 1,43 | 1,29 | 1,22 | 1,04 | 2 874    |

### Ribeira Brava
| Partido                 | Partido                               | Votos  | %               | +/-  |
| ----------------------- | ------------------------------------- | ------ | --------------- | ---- |
|                         | Partido Social Democrata              | 4 357  | 59,95 / 100,00  | 0,46 |
|                         | CDS – Partido Popular                 | 868    | 11,94 / 100,00  | 0,54 |
|                         | Partido Socialista                    | 683    | 9,40 / 100,00   | 2,77 |
|                         | Bloco de Esquerda                     | 193    | 2,66 / 100,00   | 1,20 |
|                         | Partido Trabalhista Português         | 178    | 2,45 / 100,00   | -    |
|                         | Partido da Nova Democracia            | 151    | 2,08 / 100,00   | 0,13 |
|                         | Coligação Democrática Unitária        | 145    | 2,00 / 100,00   | 1,09 |
|                         | Partido da Terra                      | 128    | 1,76 / 100,00   | 0,33 |
|                         | PCTP/MRPP                             | 102    | 1,40 / 100,00   | 0,44 |
|                         | Partido pelos Animais e pela Natureza | 92     | 1,27 / 100,00   | Novo |
|                         | Outros                                | 86     | 1,19 / 100,00   |      |
| Votos Inválidos         | Votos Inválidos                       | 285    | 3,92 / 100,00   | 0,66 |
| Total                   | Total                                 | 7 268  | 100,00 / 100,00 |      |
| Eleitorado/Participação | Eleitorado/Participação               | 13 911 | 52,25 / 100,00  | 0,19 |

| Freguesia     | %     | %     | %     | %    | %    | %    | %    | %    | %    | %    | Votantes |
| Freguesia     | PSD   | CDS   | PS    | BE   | PTP  | PND  | CDU  | MPT  | PCTP | PAN  | Votantes |
| ------------- | ----- | ----- | ----- | ---- | ---- | ---- | ---- | ---- | ---- | ---- | -------- |
| Campanário    | 63,43 | 10,01 | 7,61  | 2,28 | 2,52 | 1,79 | 2,07 | 2,20 | 1,34 | 1,22 | 2 458    |
| Ribeira Brava | 58,47 | 13,04 | 10,02 | 2,99 | 2,55 | 2,41 | 1,76 | 1,32 | 1,32 | 1,37 | 3 573    |
| Serra de Água | 54,63 | 15,97 | 12,09 | 2,54 | 1,19 | 1,34 | 2,09 | 2,84 | 1,34 | 0,90 | 670      |
| Tabua         | 60,49 | 8,64  | 10,05 | 2,29 | 3,00 | 2,12 | 3,00 | 1,41 | 2,29 | 1,23 | 567      |
| Ribeira Brava | 59,95 | 11,94 | 9,40  | 2,66 | 2,45 | 2,08 | 2,00 | 1,76 | 1,40 | 1,27 | 7 268    |

### Santa Cruz
| Partido                 | Partido                               | Votos  | %               | +/-  |
| ----------------------- | ------------------------------------- | ------ | --------------- | ---- |
|                         | Partido Social Democrata              | 9 533  | 45,12 / 100,00  | 1,94 |
|                         | CDS – Partido Popular                 | 3 194  | 15,12 / 100,00  | 3,03 |
|                         | Partido Socialista                    | 3 068  | 14,52 / 100,00  | 5,22 |
|                         | Bloco de Esquerda                     | 1 071  | 5,07 / 100,00   | 2,93 |
|                         | Partido da Nova Democracia            | 703    | 3,33 / 100,00   | 1,27 |
|                         | Coligação Democrática Unitária        | 685    | 3,24 / 100,00   | 0,75 |
|                         | Partido Trabalhista Português         | 600    | 2,84 / 100,00   | -    |
|                         | Partido pelos Animais e pela Natureza | 494    | 2,34 / 100,00   | Novo |
|                         | Partido da Terra                      | 419    | 1,98 / 100,00   | 0,19 |
|                         | PCTP/MRPP                             | 315    | 1,49 / 100,00   | 0,50 |
|                         | Outros                                | 268    | 1,27 / 100,00   |      |
| Votos Inválidos         | Votos Inválidos                       | 776    | 3,67 / 100,00   | 0,25 |
| Total                   | Total                                 | 21 126 | 100,00 / 100,00 |      |
| Eleitorado/Participação | Eleitorado/Participação               | 35 868 | 58,90 / 100,00  | 0,69 |

| Freguesia              | %     | %     | %     | %    | %    | %    | %    | %    | %    | %    | Votantes |
| Freguesia              | PSD   | CDS   | PS    | BE   | PND  | CDU  | PTP  | PAN  | MPT  | PCTP | Votantes |
| ---------------------- | ----- | ----- | ----- | ---- | ---- | ---- | ---- | ---- | ---- | ---- | -------- |
| Camacha                | 48,75 | 13,31 | 12,33 | 4,44 | 3,57 | 2,88 | 2,37 | 2,47 | 2,66 | 1,49 | 4 170    |
| Caniço                 | 43,35 | 16,99 | 13,62 | 5,92 | 3,44 | 3,56 | 2,15 | 2,63 | 1,88 | 1,55 | 10 718   |
| Gaula                  | 49,81 | 13,36 | 14,64 | 3,35 | 2,36 | 2,83 | 3,87 | 1,84 | 2,12 | 1,42 | 2 118    |
| Santa Cruz             | 41,85 | 12,76 | 20,16 | 4,49 | 3,35 | 3,13 | 5,05 | 1,68 | 1,40 | 1,48 | 3 582    |
| Santo António da Serra | 55,76 | 14,50 | 11,52 | 3,72 | 2,79 | 2,04 | 1,49 | 1,86 | 2,04 | 0,74 | 538      |
| Santa Cruz             | 45,12 | 15,12 | 14,52 | 5,07 | 3,33 | 3,24 | 2,84 | 2,34 | 1,98 | 1,49 | 21 126   |

### Santana
| Partido                 | Partido                               | Votos | %               | +/-  |
| ----------------------- | ------------------------------------- | ----- | --------------- | ---- |
|                         | Partido Social Democrata              | 2 720 | 58,06 / 100,00  | 0,32 |
|                         | CDS – Partido Popular                 | 606   | 12,93 / 100,00  | 2,01 |
|                         | Partido Socialista                    | 471   | 10,05 / 100,00  | 5,50 |
|                         | Partido da Nova Democracia            | 150   | 3,20 / 100,00   | 1,24 |
|                         | Bloco de Esquerda                     | 115   | 2,45 / 100,00   | 1,65 |
|                         | Partido Trabalhista Português         | 112   | 2,39 / 100,00   | -    |
|                         | Coligação Democrática Unitária        | 78    | 1,66 / 100,00   | 0,42 |
|                         | Partido da Terra                      | 72    | 1,54 / 100,00   | 0,34 |
|                         | Partido pelos Animais e pela Natureza | 59    | 1,26 / 100,00   | Novo |
|                         | Outros                                | 123   | 2,62 / 100,00   |      |
| Votos Inválidos         | Votos Inválidos                       | 179   | 3,82 / 100,00   | 0,61 |
| Total                   | Total                                 | 4 685 | 100,00 / 100,00 |      |
| Eleitorado/Participação | Eleitorado/Participação               | 8 835 | 53,03 / 100,00  | 1,00 |

| Freguesia          | %     | %     | %     | %    | %    | %    | %    | %    | %    | Votantes |
| Freguesia          | PSD   | CDS   | PS    | PND  | BE   | PTP  | CDU  | MPT  | PAN  | Votantes |
| ------------------ | ----- | ----- | ----- | ---- | ---- | ---- | ---- | ---- | ---- | -------- |
| Arco de São Jorge  | 53,21 | 9,29  | 17,86 | 2,14 | 1,07 | 5,36 | 1,43 | 0,71 | 1,79 | 280      |
| Faial              | 66,67 | 10,28 | 6,93  | 0,97 | 2,16 | 1,52 | 1,19 | 0,87 | 1,84 | 924      |
| Ilha               | 69,89 | 8,06  | 8,60  | 3,76 | 1,08 | 2,15 | 1,08 | 0,54 | 0,54 | 186      |
| Santana            | 53,63 | 12,91 | 11,34 | 5,12 | 3,29 | 2,82 | 1,62 | 1,78 | 1,31 | 1 913    |
| São Jorge          | 56,00 | 18,32 | 9,79  | 2,63 | 2,11 | 1,37 | 1,58 | 1,89 | 0,74 | 950      |
| São Roque do Faial | 61,81 | 11,34 | 7,18  | 1,85 | 1,62 | 2,08 | 3,47 | 2,08 | 0,93 | 432      |
| Santana            | 58,06 | 12,93 | 10,05 | 3,20 | 2,45 | 2,39 | 1,66 | 1,54 | 1,26 | 4 685    |

### São Vicente
| Partido                 | Partido                        | Votos | %               | +/-  |
| ----------------------- | ------------------------------ | ----- | --------------- | ---- |
|                         | Partido Social Democrata       | 1 811 | 55,60 / 100,00  | 1,72 |
|                         | Partido Socialista             | 538   | 16,52 / 100,00  | 8,52 |
|                         | CDS – Partido Popular          | 413   | 12,68 / 100,00  | 1,27 |
|                         | Partido Trabalhista Português  | 73    | 2,24 / 100,00   | -    |
|                         | Bloco de Esquerda              | 68    | 2,09 / 100,00   | 0,80 |
|                         | Partido da Nova Democracia     | 66    | 2,03 / 100,00   | 0,99 |
|                         | Coligação Democrática Unitária | 46    | 1,41 / 100,00   | 0,63 |
|                         | Partido da Terra               | 43    | 1,32 / 100,00   | 0,25 |
|                         | Outros                         | 80    | 2,46 / 100,00   |      |
| Votos Inválidos         | Votos Inválidos                | 119   | 3,65 / 100,00   | 1,28 |
| Total                   | Total                          | 3 257 | 100,00 / 100,00 |      |
| Eleitorado/Participação | Eleitorado/Participação        | 6 650 | 48,98 / 100,00  | 2,35 |

| Freguesia     | %     | %     | %     | %    | %    | %    | %    | %    | Votantes |
| Freguesia     | PSD   | PS    | CDS   | PTP  | BE   | PND  | CDU  | MPT  | Votantes |
| ------------- | ----- | ----- | ----- | ---- | ---- | ---- | ---- | ---- | -------- |
| Boa Ventura   | 55,63 | 15,72 | 16,13 | 1,67 | 1,25 | 1,95 | 1,11 | 0,83 | 719      |
| Ponta Delgada | 56,05 | 15,19 | 10,22 | 3,09 | 2,28 | 2,55 | 1,21 | 2,28 | 744      |
| São Vicente   | 55,41 | 17,39 | 12,32 | 2,12 | 2,34 | 1,84 | 1,62 | 1,11 | 1 794    |
| São Vicente   | 55,60 | 16,52 | 12,68 | 2,24 | 2,09 | 2,03 | 1,41 | 1,32 | 3 257    |